# Tectaria rheophytica
Tectaria rheophytica är en ormbunkeart som beskrevs av Holtt. Tectaria rheophytica ingår i släktet Tectaria och familjen Tectariaceae. Inga underarter finns listade.